# Politikåret 1956

## Händelser

### Januari
- 1 januari – Sudan blir självständigt från Storbritannien.[1]

### Mars
- 1 mars – Urho Kekkonen efterträder Juho Kusti Paasikivi som Finlands president.[2]
- 2 mars – Frankrikes protektorat över Marocko upphör.[3]
- 20 mars – Frankrikes protektorat över Tunisien upphör.[4]
- 23 mars – Pakistan blir världens första islamistiska stat.

### Oktober
- 23 oktober–10 november – Folkuppror i Ungern, den så kallade Ungernrevolten.
- 29 oktober – Suezkrisen inleds.

## Val och folkomröstningar
- 16– 17 januari – Presidentval i Finland.
- 24 juni – Alltingsval på Island.
- 16 september – Andrakammarval i Sverige.
- 6 november - Republikanen Dwight D. Eisenhower väljs om som president i USA.

## Organisationshändelser
- Okänt datum – Göran Assar Oredsson  grundar Sveriges nationalsocialistiska kampförbund.
- Okänt datum – Sveriges Kommunistiska Arbetarförbund bildas.

## Födda
- 2 mars – Eduardo Rodríguez, Bolivias president 2005–2006.
- 25 juni – Boris Trajkovski, Makedoniens president 1999–2004.
- 11 oktober – Nicanor Duarte Frutos, Paraguays president 2003–2008
- 28 oktober – Mahmoud Ahmadinejad, Irans president 2005–2013.

## Avlidna
- 18 januari – Konstantin Päts, Estlands första och sista president 1938–1940.
- 20 mars – Wilhelm Miklas, Österrikes förbundspresident 1928–1938.
- 2 april – Jens Hundseid, Norges statsminister 1932–1933.
- 25 oktober – Risto Ryti, Finlands president 1940–1944.
- 14 december – Juho Kusti Paasikivi, Finlands president 1946–1956.

### Fotnoter
1. ↑  ”Sudan” (på engelska). World Statesmen. http://www.worldstatesmen.org/Sudan.html. Läst 7 november 2012.
2. ↑  ”Finland” (på engelska). World Statesmen. http://www.worldstatesmen.org/Finland.html. Läst 7 november 2012.
3. ↑  ”Morocco” (på engelska). World Statesmen. http://worldstatesmen.org/Morocco.htm. Läst 9 november 2012.
4. ↑  ”Tunisia” (på engelska). World Statesmen. http://worldstatesmen.org/Tunisia.html. Läst 9 november 2012.